# Square de La Rochefoucauld
Le square de La Rochefoucauld est une voie située dans le quartier Saint-Thomas-d'Aquin du 7e arrondissement de Paris.

## Situation et accès
Long de 90 mètres, il commence au 108, rue du Bac et finit en impasse.
Le square de La Rochefoucauld est desservi par la ligne 12 à la station Rue du Bac.

## Origine du nom
Il doit son nom à la maison de La Rochefoucauld. Cette voie ne doit pas être confondue avec la rue de La Rochefoucauld du 9e arrondissement dont plusieurs établissements homonymes (école et hôpital) se trouvent dans l'arrondissement.

## Historique
Le square est situé approximativement à l'emplacement de l'ancien hôpital les Convalescens.

## Bâtiments remarquables et lieux de mémoire
- No 4 : siège, dans les années 1910, des éditions Le Parthénon, publiant la revue « politique, scientifique et littéraire » du même nom (1911-1939 / 1947-1948)[2] ; à cet endroit sont alors  régulièrement données des conférences[3].